# João 5

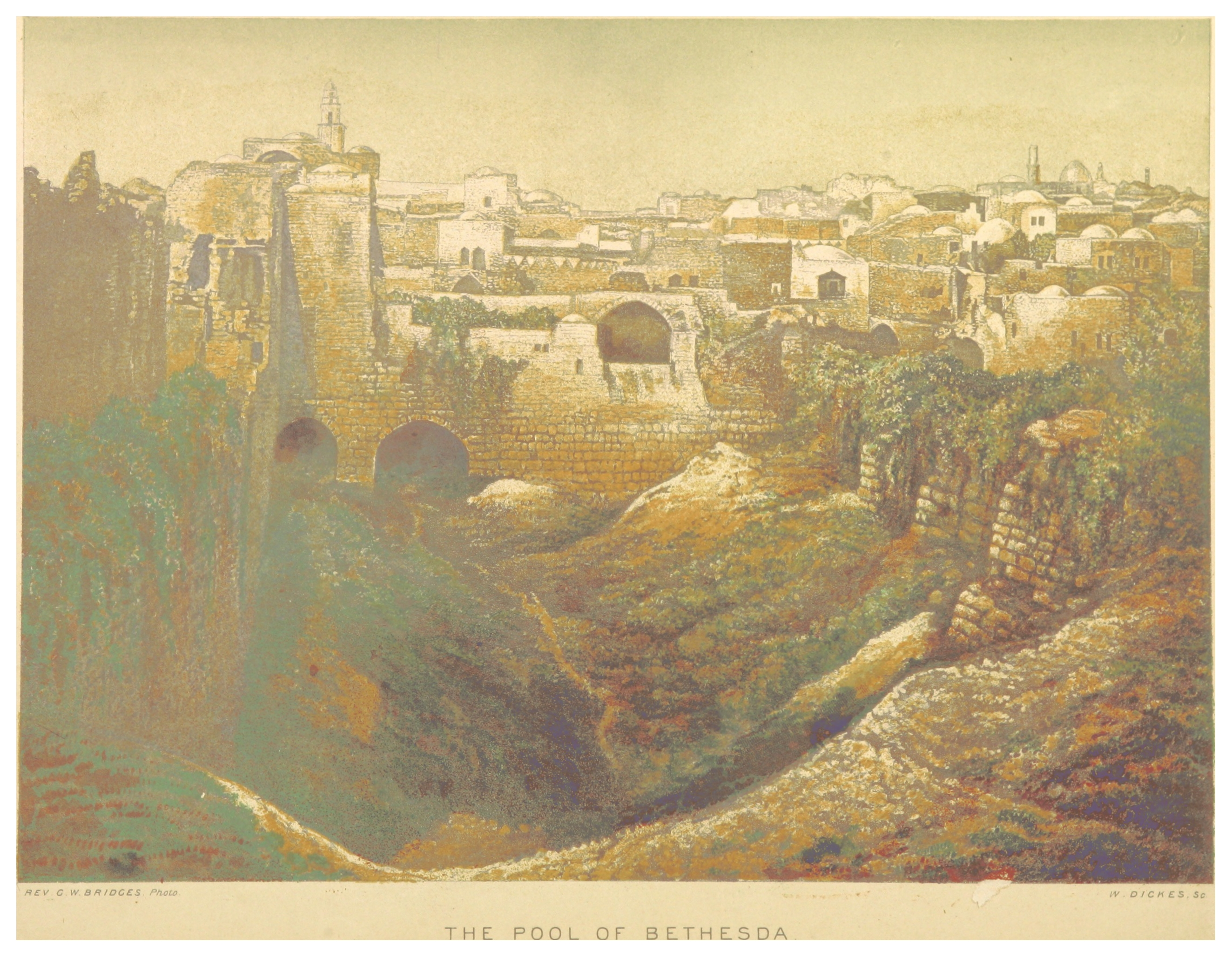
Tanque de Betesda numa gravura do século XIX, local onde se passam os episódios narrados em João 5.

João 5 é o quinto capítulo do Evangelho de João no Novo Testamento da Bíblia.

## Curando no Tanque de Betesda

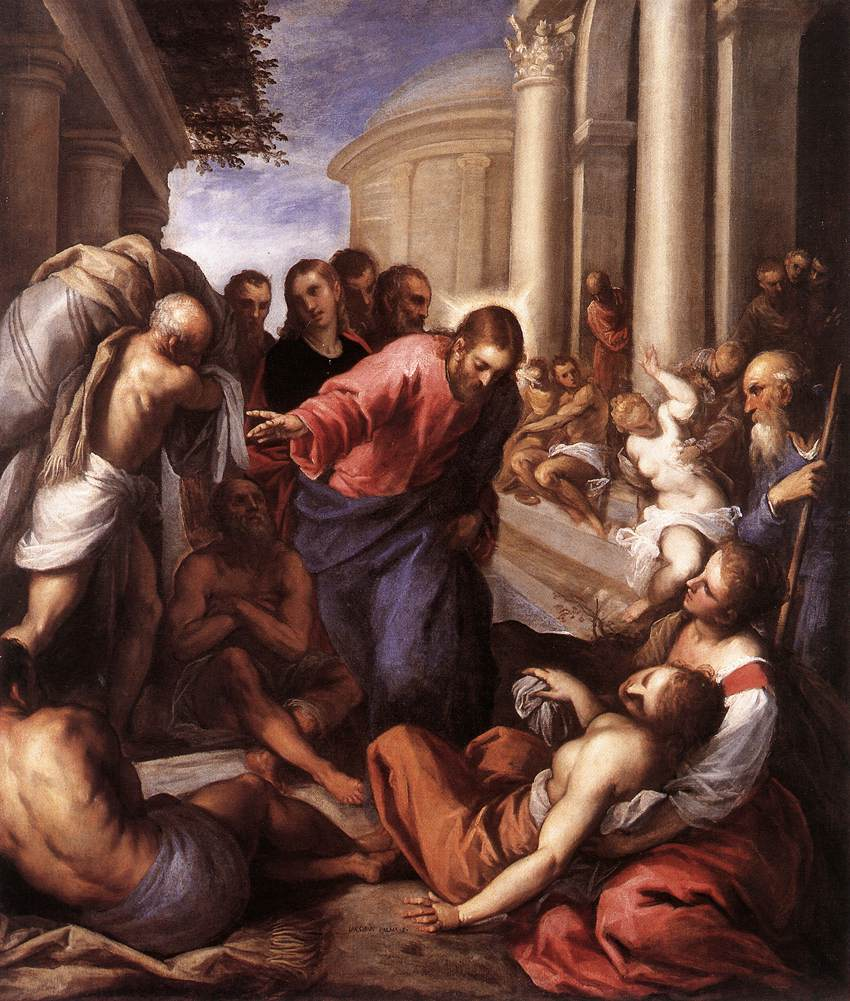
Jesus curando o paralítico em Betesda, um dos milagres de João 5.
1592. Por Palma, o Jovem, atualmente na Coleção Molinari Pradelli, Castenaso, na Itália.

Durante seu ministério, segundo João, Jesus segue para um festival em Jerusalém. No Tanque de Betesda, Jesus cura um paralítico, a quem ele ordena: «toma o teu leito e anda!» (João 5:8) Este milagre ocorre num sabá e as autoridades judaicas entendem que o homem carregando seu leito estava infringindo a Lei. O ex-paralitico informa que Jesus o teria ordenado e este, que se misturara na multidão, volta a ele depois e diz-lhe: «Olha, já estás são; não peques mais, para que te não suceda coisa pior.» (João 5:14) Logo depois, o homem confessa que foi Jesus quem o curou.
As ruínas do Tanque de Betesda ainda existem em Jerusalém.

### Interpolação
Os versículos 3b-4b não estão presentes na maior parte dos mais confiáveis manuscritos de João, apesar de aparecerem na Bíblia do Rei Jaime da Bíblia (que, por sua vez, é baseada no Textus Receptus). A maior parte dos críticos textuais acredita que João 5:3b–4 seja  uma interpolação e não um trecho original do texto de João. Abaixo uma citação da Tradução Brasileira da Bíblia com o trecho em disputa em itálico:
| “ | "Nestes jazia um grande número de enfermos, cegos, coxos, paralíticos, {esperando que se movesse a água. Pois descia um anjo em certo tempo ao tanque, e agitava a água; e o primeiro que entrava no tanque, depois de se mover a água, ficava curado de qualquer doença que tivesse.} Achava-se ali um homem, que havia trinta e oito anos estava enfermo." | ” |

## Jesus começa a ser perseguido
A população começa a perseguir Jesus durante o seu ministério principalmente por trabalhar durante o sabá e por se comparar ou se relacionar a Deus. A resposta de Jesus é que seu poder advém do "Pai" e que d'Ele recebeu o poder de julgar todos os homens. Este poder lhe foi concedido por que ele é o "Filho do Homem", um termo que depois seria interpretado como significando que Jesus, por ser humano completamente (e divino completamente ao mesmo tempo) seria capaz de saber o que se passa na mente dos homens e seria capaz de julgá-los. Em seguida, Jesus profetiza o futuro ao afirmar que os mortos ressuscitarão, que os bons receberão a vida e os maus, a danação.

## Testemunhos
Jesus em seguida fala sobre o testemunho de João Batista sobre ele próprio e pede que a Escrituras sejam estudadas por aqueles que buscam a vida eterna afirmando que é dele que elas falam. Mesmo assim, as pessoas se recusam a ouvi-lo. Segundo o relato, o povo aceita aqueles que pregam em nome de si próprios, mas não aqueles que pregam em nome do Pai. «Como podeis crer, vós que recebeis glória uns dos outros, e não buscais a glória que vem do único Deus?» (João 5:44) Em seguida, Jesus fala de Moisés como o acusador da humanidade: «Não penseis que eu vos hei de acusar perante o Pai; quem vos acusa é Moisés, no qual confiais. Pois se tivésseis crido a Moisés, me teríeis acreditado em mim; porque ele escreveu de mim.Porém se não dais crédito aos seus escritos, como dareis crédito às minhas palavras?» (João 5:46–47)
Estes ensinamentos de Jesus são encontrados apenas no relato de João. Nos evangelhos sinóticos, Jesus fala de si mesmo como Messias, de forma tão direta, apenas no fim, pouco antes de sua morte.